# Джонсуэлл
Джонсуэлл (англ. Johnswell; ирл. Tobar Eoin) — деревня в Ирландии, находится в графстве Килкенни (провинция Ленстер).